# Huy chương Liebig

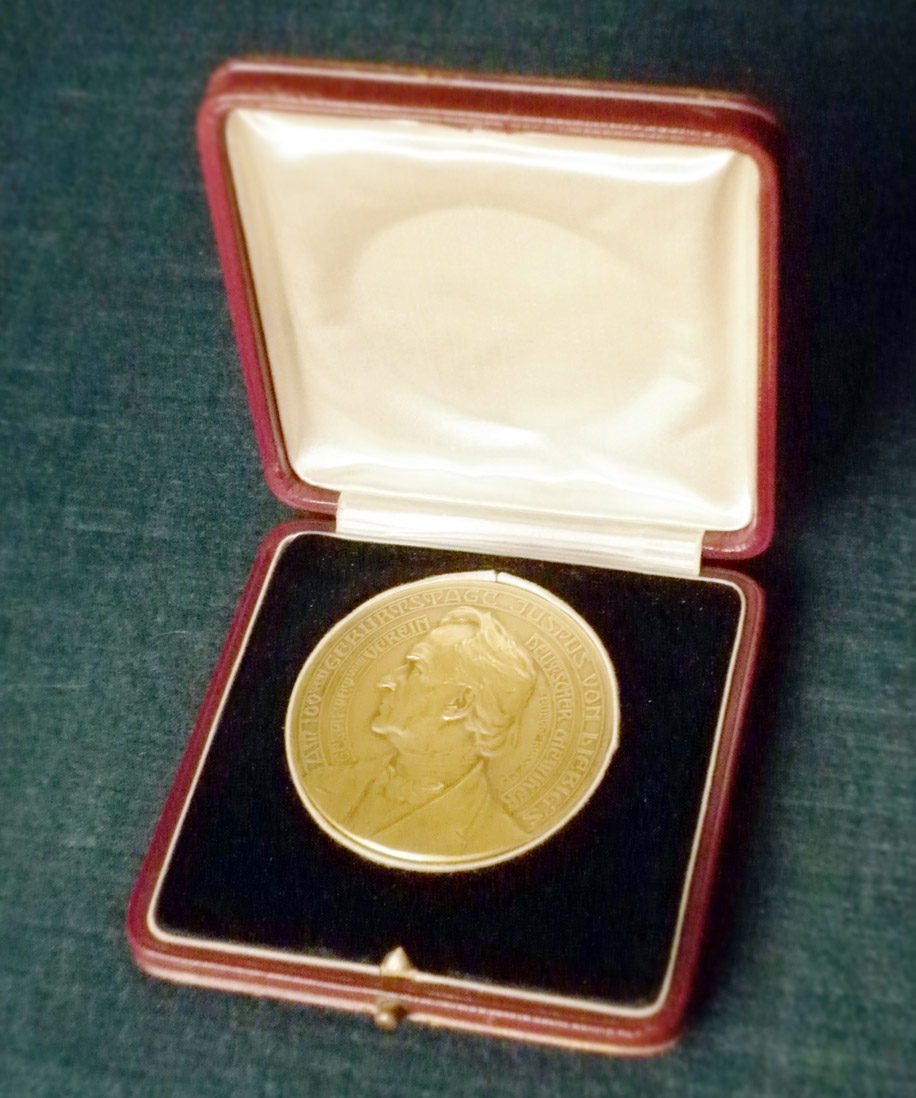
Huy chương Liebig được trao cho Rudolf Knietsch vào năm 1904.

Huy chương Liebig là một giải thưởng của Verein Deutscher Chemiker (Hội các nhà hóa học Đức) được trao hàng năm cho những đóng góp xuất sắc về hóa học.
Huy chương này được lập ra ngày 12.5.1903, nhân kỷ niệm một trăm năm ngày sinh của nhà hóa học Đức nổi tiếng Justus von Liebig.

## Những người đoạt Huy chương
| - 1903: Adolf von Baeyer - 1904: Rudolf Knietsch - 1905: Eduard Buchner - 1907: Adolf Frank - 1908: Otto Schönherr - 1909: Otto Schott - 1911: Paul Ehrlich - 1912: Carl Harries - 1913: Emil Ehrensberger - 1914: Fritz Haber - 1919: Carl Bosch - 1921: Max Planck - 1922: Wilhelm Normann - 1924: Max Schroeder - 1925: Gustav Tammann - 1926: Robert-Emanuel Schmidt - 1927: Fritz Raschig - 1928: Friedrich Bergius - 1929: Hans Fischer - 1930: Otto Ruff - 1931: Friedrich Emich, Ida Noddack và Walter Noddack - 1933: Adolf Spilker - 1934: Ferdinand Flury - 1935: Walther A. Roth và Karl Ziegler - 1936: Gustav F. Hüttig - 1937: Ernst Späth - 1938: Eduard Zintl - 1940: Otto Hönigschmid - 1950: Erich Konrad - 1951: Wilhelm Klemm - 1953: Wilhelm Moschel - 1955: Feodor Lynen | - 1956: Heinrich Hock - 1957: Friedrich A. Paneth - 1958: Gerhard Schramm - 1960: Georg-Maria Schwab - 1961: Rolf Huisgen - 1964: Günter Scheibe - 1965: Wilhelm Husmann - 1967: Erich Thilo - 1969: Oskar Glemser - 1972: Hans-Werner Kuhn - 1973: Leopold Horner - 1976: Horst Pommer - 1980: Ernst Ruch - 1981: Armin Weiß - 1983: Dieter Oesterhelt - 1984: Ulrich Schöllkopf - 1986: Rolf Appel - 1987: Gerhard Ertl - 1989: Meinhart Zenk - 1991: Kurt Issleib - 1993: Reinhard W. Hoffmann - 1994: Wolfgang Beck - 1996: Werner Kutzelnigg - 1998: Helmut Schwarz - 2000: Reinhart Ahlrichs - 2002: Hans Wolfgang Spiess - 2004: Arndt Simon - 2006: Herbert Mayr - 2008: Wolfgang Krätschmer - 2010: Joachim Sauer, Berlin - 2012: Walter Thiel, Mülheim a.d. Ruhr - 2014: Hans-Ulrich Reißig, Berlin |